# 走らんか!
『走らんか！』（はしらんか）は、1995年（平成7年）10月2日から1996年（平成8年）3月30日まで放送されたNHK連続テレビ小説の第53作。全151回。

## 概要
長谷川法世の青春漫画『博多っ子純情』（漫画アクション連載）をモチーフに、放映当時の現代を舞台にして同作者が新たに原案を書き下ろした。
主演はオーディションにより三国一夫が選ばれ、彼のデビュー作となった。連続テレビ小説で男性が主演を務めるのは、『凛凛と』以来で9作品目となる。
「連続テレビ小説」のタイトル画面とエンドクレジット（制作著作）画面の背景が、イラストや映像ではなくブルーバックでスーパーインポーズを被せただけという、1980年代以前の作品に見られた簡素な作りであり、1990年代以降の作品では唯一となっている。
平均視聴率は20.5％、最高視聴率は28.0％（ビデオリサーチ調べ、関東地区・世帯）。
1995年12月24日の全国高等学校駅伝競走大会女子テレビ中継に三国、菅野美穂が競技場からゲスト出演した。
放送ライブラリーでは第1回が公開。

## 物語
主人公・汐がヒロインで同級生の美樹や真理をはじめとする周囲の人々と、進路や恋愛に悩みながらも共に成長する1年間を描く。少年から青年へと変わりゆく、誰もが体験した日々を描いた物語である。
福岡の博多に住む前田汐は何処にでもいるような男子高校生。高校卒業まで残り1年、代々博多人形師である父・前田米吉の跡継ぎとして期待される汐だったが、彼は父の跡を継ぐつもりはなく、自分の好きな音楽・ロックをやりたいと言う夢に向かって、日々バンド仲間とプロを目指して練習に励んでいた。そんな汐を幼馴染の三浦真理が後押ししてくれるが、神戸からの転校生・今宮美樹に汐は心惹かれていく。

## キャスト

### 主人公と友人
前田汐 / 語り
演 - 三国一夫
本作の主人公で、米吉と邦子の息子。高校3年生。幼馴染の三浦真理に思いを寄せられるが、転校生の今宮美樹が気になり親しくなっていく。米吉の作った博多人形が、美樹の亡くなった親友の両親に娘の形見として大事にされていることに感動し、博多人形師になることを決心する。常に自分を応援してくれる真理に次第に惹かれていく。
今宮美樹
演 - 中江有里
神戸から汐たちの通学する学校に転校してきた。阪神大震災で親友を失ったことが美樹の心に暗い影を落としている。番組中盤で美術品修復の勉強をするためイタリアに留学、最終週に一時帰国する。
三浦真理
演 - 菅野美穂
老舗の水炊き屋「仙水」の一人娘。汐の幼馴染で思いを寄せている。汐の気持ちが今宮美樹に傾いていくことに思い悩む中で徐々に強い女性に成長する。将来に悩む汐に向かって「走らんか! とにかく走るったい!」と背中を押す。番組中盤で美樹が留学した以降は1人でヒロイン役を担う。
白水悦夫
演 - 加藤晴彦
汐の親友。ラーメン屋の息子。山崎澄子に付きまとわれて辟易しているが、ほだされて付き合うようになり妊娠させてしまう。澄子と結婚の約束を交わし、父が経営するラーメン屋を継ぐ決心をする。
桐山実
演 - 田中優樹
本屋の息子。汐の親友。
北島竹子
演 - 岩崎ひろみ
真理の友人。多くの男性と付き合うが、江頭高之に思いを寄せるようになる。
山崎澄子
演 - 茅野佐智恵
真理の友人。町内会長の孫。白水悦夫に思いを寄せるが邪険に扱われる。2人はいつしか付き合うようになって悦夫の子供を妊娠する。
江頭高之
演 - 草野康太
家庭の事情から高校を中退する。後に汐とアルバイト先のビル清掃会社で一緒になる。
島田信治
演 - 梶原聡
山本かおり
演 - 大越史歩

### 前田家
前田米吉
演 - 丹波哲郎
汐の父親で、博多人形師。頑固な性格で、十数年ぶりに帰省した繁の謝罪を受け入れるも、断り無く岡村家に婿入りしたことについては許していない。毎年必ず商店街の博多祇園山笠の飾り山笠製作もする。自身の腕の衰えを自覚しており、山笠製作を中村浩助に引き継ぐ。
前田邦子
演 - 木の実ナナ
米吉の妻（後妻）。汐の母親。繁の家出の原因が自分にあるのではと心を痛めている。米吉と繁の和解に尽力する。
前田栄二
演 - 村田雄浩
米吉と邦子の息子、汐の兄。銀行に勤務（銀行員）、物語冒頭で東京から故郷福岡へ転勤。
前田たまみ
演 - 磯野貴理子
栄二の妻。福岡への転勤をあまり良く思っていない。
前田翔太
演 - 川辺亮太
栄二とたまみの息子。
前田明子
演 - 日高ひとみ
米吉と邦子の娘、汐の姉。汐は姉にいつも借金をしていて頭があがらない。社会人。

### 岡村家
岡村繁
演 - 草刈正雄（少年時代〈前田繁〉：天野浩成）
米吉の息子（前妻の子）、汐の異母兄にあたる。母親の死後、米吉が後妻（邦子）を迎えて栄二が誕生した数年後に浦田小夜子と駆け落ちする。荒れた生活を送っていたために小夜子に逃げられる。その後、心を入れ替えて懸命に働く姿を岡村善蔵に見込まれて岡村家に婿入りする。「博多をアジアの玄関」と考えて出店計画を練り、十数年ぶりに博多に帰省して家族や小夜子と再会する。
岡村美幸
演 - 室井滋
繁の妻。思いを寄せていた繁が婿になる話を持ち込まれて喜んで承諾する。父と対立して苦悩する繁を一途に支える。
岡村善蔵
演 - 露の五郎（現：露の五郎兵衛）
繁の舅、美幸の父。大阪で有数の繊維卸問屋を築いた創業者。占いを信奉しており、重要な事案は全て占いで決める。占いで「西の方角が凶」と出たことから、繁の博多出店計画を妨害する。繁を婿に選んだ理由にも占いが関係していた。

### その他
浦田小夜子
演 - 田中好子
ライブハウス「オルゴール」の店長。繁の元恋人。
中村浩助
演 - 梨本謙次郎
若手博多人形師。米吉と犬猿の仲の博多人形師・川内の弟子。本当は米吉に弟子入りを志願したが断られたために川内を師とした過去がある。カルチャースクールで博多人形についての講義をしている。ひょんなことから明子と知り合い、交際を始めるが、川内の弟子ということで米吉から猛反対を受ける。
白水勝利
演 - 小松政夫
典型的な「博多の通りもん」のラーメン屋の主人。悦夫の父親。後半では味覚障害を患い苦悩する。
白水絹子
演 - 中尾ミエ
勝利の妻、悦夫の母親。北九州市出身。澄子の妊娠を知って怒鳴り込んできた源八郎に一人で立ち向かい、二人の結婚を了承させる。
古賀竜一
演 - 円広志
汐の叔父、邦子の弟。
山崎源八郎
演 - 三木のり平
澄子の祖父。町内会長。米吉の碁敵。米吉と繁の和解に尽力する。
川内
演 - 宍戸錠
博多人形師。米吉とは犬猿の仲。
小山田宗男
演 - 日野陽仁
汐の担任。
池田吾郎
演 - 丹波義隆
栄二の上司。栄二と共に東京から福岡に転勤（単身赴任）してくる。
野中久夫
演 - 白竜
小夜子が徳山にいた時の交際相手。小夜子を追って福岡までやって来る。小夜子のストーカー的な存在。
北浦
演 - 石井光三
汐のアルバイト先のビル清掃会社の上司。
市子
演 - 紅萬子
平川
演 - 佐伯大輔
門司港の女
今日中に北九州の門司港に行かなくてはならなくなったが交通手段がなくなり困っているところ、たまたま汐に出会い汐のバイクで門司港に送ってもらった女性。名前を特に聞いて無かったため本人と再会するまでは、実や悦夫からは暫くの間「門司港の女」と言う名称で話題にされていた。
その他
演 - 松本麻希、二橋康浩、逆木圭一郎

### ゲスト出演
奥寺行生
演 - 財津和夫
博多出身のスター。帰郷した際にライブハウスを訪れて「青春の影」を生演奏で披露する（第64回）。
プロデューサー国枝
演 - 堀井勝美
前田汐率いるロックバンド「天神バンド」がメジャーで通用するかどうか品定めするため、東京からライブハウス「オルゴール」に足を運んだ、という設定でセリフなし・数カットながら出演（第72回）。

## スタッフ
- 原案 - 長谷川法世（『博多っ子純情』を基に書き下ろし）
- 脚本 - 金子成人[1][6]
- 音楽 - 堀井勝美[1]
- 主題歌 - 「I Say Hello」（作詞・作曲・編曲：財津和夫 / 歌：Dual Dream）
- 語り - 三国一夫
- 副音声解説 - 関根信昭
- 題字 - 西島伊三雄
- 演出 - 諏訪部章夫[1][6]、長沖渉[1]、菅康弘[1]、西谷真一[1]
- 制作統括 - 音成正人[1][6]
- 制作 - 二瓶亙
- 美術 - 藤井俊樹[1][6]
- 技術 - 後藤信一[1][6]
- 音響効果 - 巽浩悦[1][6]
- 撮影 - 森本祐二[6]
- 照明 - 河原勝人[6]
- 音声 - 小林健一[6]
- 記録・編集 - 市川筆子[6]

## 放送日程
| 週     | 回数      | 放送日              | 演出       |
| 1995年 | 1995年    | 1995年              | 1995年     |
| ------ | --------- | ------------------- | ---------- |
| 1      | 1 - 6     | 10月02日 - 10月07日 | 諏訪部章夫 |
| 2      | 7 - 12    | 10月09日 - 10月14日 |            |
| 3      | 13 - 18   | 10月16日 - 10月21日 |            |
| 4      | 19 - 24   | 10月23日 - 10月28日 |            |
| 5      | 25 - 30   | 10月30日 - 11月04日 |            |
| 6      | 31 - 36   | 11月06日 - 11月11日 |            |
| 7      | 37 - 42   | 11月13日 - 11月28日 |            |
| 8      | 43 - 48   | 11月20日 - 11月25日 |            |
| 9      | 49 - 54   | 11月27日 - 12月02日 |            |
| 10     | 55 - 60   | 12月04日 - 12月09日 |            |
| 11     | 61 - 66   | 12月11日 - 12月16日 |            |
| 12     | 67 - 72   | 12月18日 - 12月23日 |            |
| 13     | 73 - 76   | 12月25日 - 12月28日 |            |
| 1996年 |           |                     |            |
| 14     | 77 - 79   | 1月04日 - 1月06日   |            |
| 15     | 80 - 85   | 1月08日 - 1月13日   |            |
| 16     | 86 - 91   | 1月15日 - 1月20日   |            |
| 17     | 92 - 97   | 1月22日 - 1月27日   |            |
| 18     | 98 - 103  | 1月29日 - 2月03日   |            |
| 19     | 104 - 109 | 2月05日 - 2月10日   |            |
| 20     | 110 - 115 | 2月12日 - 2月17日   |            |
| 21     | 116 - 121 | 2月19日 - 2月24日   |            |
| 22     | 122 - 127 | 2月26日 - 3月02日   |            |
| 23     | 128 - 133 | 3月04日 - 3月09日   |            |
| 24     | 134 - 139 | 3月11日 - 3月16日   |            |
| 25     | 140 - 145 | 3月18日 - 3月23日   |            |
| 26     | 146 - 151 | 3月24日 - 3月30日   |            |

## 書籍
- 走らんか！（1995年6月、著：長谷川法世、集英社）ISBN 978-4087751987
- NHKドラマガイド「走らんか！」（1995年9月、NHK出版）

## ドラマ関連音楽CD
- サウンドトラック「I Believe」堀井勝美PROJECT（1995年11月22日発売）

## 撮影場所
- 大阪府立清水谷高等学校
- メリケンパーク
- シーサイドももち
- JR博多駅 新幹線ホーム